# Serratula
Serratula L., 1753 è un genere di piante angiosperme dicotiledoni appartenenti alla famiglia delle Asteraceae, dall'aspetto di erbacee sub-arbustive perenni.

## Etimologia
Il nome del genere (Serratula) deriva dal diminutivo latino serra (= sega) e fa riferimento al margine seghettato delle foglie.

Il nome scientifico di questo genere è stato proposto da Carl von Linné (1707 – 1778) biologo e scrittore svedese, considerato il padre della moderna classificazione scientifica degli organismi viventi, nella pubblicazione "Species Plantarum" del 1753.

## Descrizione
I dati morfologici si riferiscono soprattutto alle specie europee e in particolare a quelle spontanee italiane.

Le piante di questo genere sono considerate rustiche e possono oltrepassare il metro di altezza originando piccoli arbusti. La forma biologica della maggior parte delle specie del genere (almeno per le specie europee) è emicriptofite scapose (H scap) : ossia sono piante perennanti tramite gemme posizionate al livello del terreno con fusto allungato e mediamente foglioso.

### Fusto
I fusti sono eretti, rigidi, e ramosi nella parte più alta della pianta.

### Foglie
Il bordo delle foglie è finemente seghettato (piccoli ma acuti denti); lungo il fusto sono disposte in modo alterno; la forma può essere intera o pennatosetta. In certe specie il lobo apicale è notevolmente più sviluppato di quelli laterali.

### Infiorescenza
L'infiorescenza, di tipo a larghi corimbi, è composta da diversi capolini (tipica struttura delle Asteraceae) formati da diversi fiori; ogni capolino è sorretto da un involucro più o meno cilindrico, emisferico, ovoidale o anche a forma di ciotola, composto da alcune serie di brattee (o squame) scariose disposte in modo embricato; nella parte più interna un ricettacolo fa da base ai fiori. In genere le squame inferiori (e quindi le più esterne) sono più ovate e brevemente mucronate; mentre quelle superiori (le più interne) sono allungate e strette e presentano una punta più scura e quasi membranosa ma non acuminata. Il ricettacolo è stipato di setole lineari. I capolini possono essere omogami oppure eterogami (in questo caso le piante sono ginodioiche - cioè o solo con fiori femminili, oppure tutti i fiori sono ermafroditi). I fiori periferici del capolino sono femminili.

### Fiori
I fiori sono tutti del tipo tubuloso (il tipo ligulato, i fiori del raggio, presente nella maggioranza delle Asteraceae, qui è assente), sono inoltre tetra-ciclici (calice – corolla – androceo – gineceo) e pentameri.
- Formula fiorale: per questa pianta viene indicata la seguente formula fiorale:

* K 0/5, C (5), A (5), G (2), infero, achenio
- Calice: i sepali sono ridotti ad una coroncina di squame.
- Corolla: la corolla è tubulosa con lembo a 5 lacinie (corolla quinquefida). Il colore delle corolle può essere violaceo, porporino a anche bianco.
- Androceo: gli stami sono 5 e saldati attorno allo stilo; i filamenti staminali sono papillosi e le antere terminano con appendice ottusa; alla base sono sagittate (a forma di freccia stilizzata).
- Gineceo: gli stimmi dello stilo sono due e generalmente sporgono al di fuori del tubo corollino; l'ovario è infero uniloculare formato da 2 carpelli. Le superfici stigmatiche sono interne.[9]

### Frutti
Il frutto è un achenio di forma ovalo–allungata (assai più lungo che largo – consiste grosso modo in un cono rovesciato) lievemente compresso con pappo formato da lunghi peli denticolati. Questi ultimi sono disposti in più ranghi e i più lunghi sono quelli appartenenti ai ranghi più interni. Ciascuna delle due facce della capsula presenta una costola longitudinale. Le capsule sul ricettacolo sono inserite obliquamente.

## Biologia
- Impollinazione: l'impollinazione avviene tramite insetti (impollinazione entomogama) del tipo mosche e api.
- Riproduzione: la fecondazione avviene fondamentalmente tramite l'impollinazione dei fiori (vedi sopra).
- Dispersione: i semi cadendo a terra (dopo essere stati trasportati per alcuni metri dal vento per merito del pappo – disseminazione anemocora) sono successivamente dispersi soprattutto da insetti tipo formiche (disseminazione mirmecoria).

## Distribuzione e habitat
Questi vegetali si distribuiscono su una vasta area dall'Europa, all'Asia media e boreale e la parte settentrionale dell'Africa. L'habitat per queste piante sono i boschi radi, i prati, ma anche le zone umide o aride a seconda della specie. Da un punto di vista altitudinale le specie di questo genere vegetano tra il piano planiziale e gli 800 – 1000 m s.l.m.. Quelle alpine arrivano fino a 2000 m s.l.m..

## Tassonomia
La famiglia di appartenenza di questa voce (Asteraceae o Compositae, nomen conservandum) probabilmente originaria del Sud America, è la più numerosa del mondo vegetale, comprende oltre 23.000 specie distribuite su 1.535 generi, oppure 22.750 specie e 1.530 generi secondo altre fonti (una delle checklist più aggiornata elenca fino a 1.679 generi). La famiglia attualmente (2021) è divisa in 16 sottofamiglie.
La tribù Cardueae a sua volta è suddivisa in 12 sottotribù (la sottotribù Centaureinae è una di queste).

### Filogenesi
La posizione tassonomica di questo genere ha subito più di un cambiamento. A metà del 1900 era posizionato nella tribù delle Cynareae (sottofamiglia Tubiflorae). Successivamente (verso gli anni ottanta dello scorso secolo) il botanico e tassonomista Arthur Cronquist (1919 – 1992) nella sua schematizzazione delle angiosperme (Sistema Cronquist) lo ha posizionato nella sottofamiglia Cichorioideae (tribù Cardueae, sottotribù Centaureinae). L'attuale sistema di classificazione Angiosperm Phylogeny Group (classificazione APG) basato su analisi di tipo filogenerico molecolare pur mantenendo valida la sua posizione nella sottotribù e nella tribù del Sistema Cronquist, lo ha trasferito in una nuova sottofamiglia: Carduoideae.
Gli ultimi studi di tipo filogenetico su questo gruppo tramite il DNA ribosomiale confermano il trasferimento nel genere Klasea di molte specie tradizionalmente poste in Serratula. Quest'ultimo genere inoltre fa parte di un clade contenente diversi generi direttamente derivati (o basali) delle Centaureinae. Il genere Klasea risulta invece un gruppo segregato basale, mentre per il genere monotipo Nikitinia si ipotizza una sinonimia con il genere precedente.
Il genere di questa voce appartiene al gruppo informale Serratula Group (o anche "Klasea Group") composto dai generi Klasea Cass e Serratula L. Il gruppo, nell'ambito della sottotribù Centaureinae e da un punto di vista filogenetico, si trova più o meno in una posizione centrale vicino al gruppo informale Rhaponticun Group.
Il Serratula Group è circoscritto (tra l'altro) dai seguenti caratteri morfologici:
- piante a ciclo biologico perenne;
- habitus di tipo erbaceo o sub-arbustivo;
- capolini omogami (più raramente eterogami);
- appendici delle brattee dell'involucro di tipo rudimentale (senza una vera e propria spina);
- superfici laterali degli acheni increspate o con coste;
- pappo facilmente deciduo.

Gli altri generi sono: Klasea Cass. e Nikitinia Iljin (attualmente questo genere è incluso in Klasera).
Serratula si distingue dal genere Centaurea per le brattee prive di appendice, per i fiori tutti fertili e il pappo con peli allungati.

### Elenco delle specie
Il genere comprende le seguenti 4 specie:
- Serratula coronata L.
- Serratula kirghisorum  Iljin
- Serratula lancifolia  Zakirov
- Serratula tinctoria  L.

### Specie presenti in Italia
In Italia è presente una sola specie con due sottospecie:
- Serratula tinctoria L. tinctoria
- Serratula tinctoria L. macrocephala (Bertol.) Wilczek & Schinz. (alcune checklist usano un altro nome per questa sottospecie: subsp. monticola (Boreau) Berher)

Pignatti nella ”Flora d'Italia” ne descrive altre quattro, tutte raccolte attualmente nel genere Klasea:
- Serratula nudicaulis (L.) DC., ora Klasea nudicaulis (L.) Fourr.
- Serratula cichoracea (L.) DC., ora Klasea flavescens (L.) Holub.
- Serratula lycopifolia (Vill.) Krener, ora Klasea lycopifolia (Vill.) Á. & D. Löve
- Serratula radiata  (Waldst. & Kit.) M.Bieb., ora Klasea radiata ( Waldst. & Kit.) Á. & D. Löve

Nel resto dell'Europa è presente un'altra specie di Ceretta:
- Serratula coronata L. con distribuzione Europa Orientale.

### Ibridi
Alcune specie di Serratula possono ibridarsi con quelle del genere Centaurea L., 1753. Si forma così il seguente genere ibrido:
- × Centauserratula Arènes, 1952

### Sinonimi
Questa entità ha avuto nel tempo diverse nomenclature. L'elenco seguente indica alcuni tra i sinonimi più frequenti:
- Mastrucium Cass.
- Crupinastrum Schur
- Schumeria Iljin

### Generi simili
Oltre ai generi del "Serratula Group" (vedi sopra), il gruppo che più si avvicina alla Serratula è il genere Centaurea. Serratula si distingue da quest'ultimo per le squame senza appendice appuntita, per la rara presenza dei fiori periferici sterili e per il pappo con peli allungati.

## Usi

### Giardinaggio
La specie più usata (ma non molto frequentemente) nel giardinaggio è: Serratula coronata L. a fiori rosa-vinosi della Siberia. Viene impiegata nei giardini rocciosi o per decorare i muri.

### Industria
Poche sono le specie di questo genere utilizzate nell'industria, fra queste si deve citare la Serratula tinctoria produttrice di un ottimo giallo usato nella tintura dei tessuti. Altre specie sono importanti per l'industria chimica in quanto contengono le seguenti sostanze: apigenina, luteolina, quercetina, e altri flavonoidi.